# José Martinez

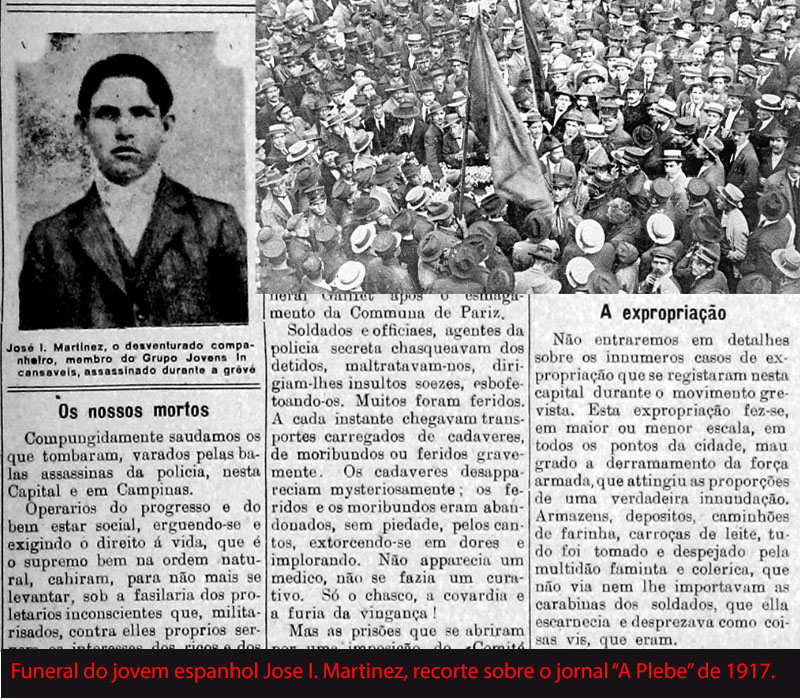
Funeral do jovem espanhol e anarquista, José I Martinez, contando com sua foto publicada no jornal "A Plebe" em 1917.

Francisco José Martinez (1896 - 1917) foi um jovem sapateiro anarquista sindicalista vinculado à Federação Operária de São Paulo (FOSP) e a Confederação Operária Brasileira (COB). No dia 9 de julho de 1917, aos 21 anos de idade Martinez foi morto pela polícia de São Paulo quando participava da greve nas portas da fábrica Mariângela, no bairro do Brás. Sua morte serviu o estopim para a Greve Geral de 1917 que paralisou o comércio e a indústria nas principais cidades do Brasil.
Seu funeral atraiu uma multidão que atravessou a cidade acompanhando o corpo até o cemitério do Araçá onde foi sepultado. Indignados os operários da indústria têxtil Cotonifício Crespi, com sede na Mooca entraram em greve, e logo foram seguidos por outras fábricas e bairros operários. Três dias depois mais de 70 mil trabalhadores já aderiram a greve. Armazéns foram saqueados, bondes e outros veículos foram incendiados e barricadas foram erguidas em meio às ruas.
"O enterro dessa vitima da reação foi uma das mais impressionantes demonstrações populares até então verificadas em São Paulo. Partindo o féretro da rua Caetano Pinto, no Brás, estendeu-se o cortejo, como um oceano humano, por toda a avenida Rangel Pestana até a então Ladeira do Carmo em caminho da Cidade, sob um silencio impressionante, que assumiu o aspecto de uma advertência. Foram percorridas as principais ruas do centro. Debalde a Policia cercava os encontros de ruas. A multidão ia rompendo todos os cordões, prosseguindo sua impetuosa marca até o cemitério. À beira da sepultura revezaram os oradores, em indignadas manifestações de repulsa à reação (...) No regresso do cemitério, uma parte da multidão reuniu-se em comício na Praça da Sé; a outra parte desceu para o Brás, até à rua Caetano Pinto, onde, em frente à casa da família do operário assassinado, foi realizado outro comício."— Edgard Leuenroth